# Золотой пфенниг

Золотой пенни Генриха III

Золотой пфенниг, золотой пенни (нем. Goldpfennig, англ. gold penny, лат. denarius aureus) — название немногочисленных средневековых золотых монет центральной и северной Европы периода от начала правления Карла Великого до XIII столетия. Учитывая, что золотые монеты практически не использовали в денежном обращении средневековой Европы VIII — начала XIII столетий, небольшие тиражи пфеннигов из золота предназначались для подарков князьям и духовенству.
Единственный выпуск 1257 года, который предназначался для широкого оборота, относится ко времени правления английского короля Генриха III. Учитывая, что данная денежная единица по своей сути являлась производным средневекового денария, которые в германоязычных странах получили название «пфеннига», англоязычных — «пенни», нумизматическая литература рассматривает золотые пенни Генриха III, как одну из разновидностей золотых пфеннигов. Выпуск оказался крайне неудачным и вызвал недовольство населения.
С появлением золотых флоринов и дукатов дальнейшие выпуски золотых пфеннигов стали неактуальными.

## Предпосылки появления
Во время правления Карла Великого (768—814) был принят ряд законодательных актов, касающихся чеканки монет. Реформа привела к формированию новой денежной системы в средневековой Западной Европе. Её суть состояла в централизации процесса выпуска денег. Основной монетой становился денарий, равный 1⁄240 фунта серебра весом 407—408 г. Монетная реформа Карла Великого ввела в подконтрольных королю франков землях серебряный монометаллизм. При чеканке 240 монет из одного фунта чистого серебра вес одного денария должен был в идеале составлять 1,7 г. Технология выпуска монет того времени не позволяла наладить массовый выпуск с чёткими весовыми характеристиками каждого экземпляра. Большинство монет из кладов соответствующего периода весит 1,3—1,8 г.. Новые денарии вскоре оказались наиболее востребованными в Западной Европе монетами.
Существует несколько предположений относительно того, как серебряный «денарий» трансформировался в «пфенниг». Этимология слова не до конца понятна. Версию о происхождении от лат. pondus «вес» лингвисты оценивают как маловероятную. Возможно, на название монеты повлияла её вогнутая форма, напоминающая сковороду (от вульг.-лат. panna «сковорода»). Не исключено, что на происхождение пфеннига оказало влияние латинское слово лат. pannus «ткань». Ткань в эпоху средневековья использовалась не только для пошива одежды, но и, наряду с монетами, выполняла функцию средства обмена.
В древневерхненемецком языке слова «panding», «pending» и их разнообразные формы появились в VIII столетии и стали вытеснять из обихода другие обозначения «денариев». В древнесаксонском языке слово «пфенниг» встречается с X столетия.
Во время раннего Средневековья в западной и северной частях Европы перестали чеканить золотые монеты. Причиной этому стали как недостаточная добыча золота, так и снижение его поступления из захваченных арабами стран Ближнего Востока и Северной Африки. Незначительное количество золотых монет, которые циркулировали в Европе, в большинстве случаев являлись византийскими солидами, которые получили название «безантов» или «бизантинов». «Безанты» не были деньгами со строго определёнными весовыми характеристиками и количеством содержащегося в них золота. Отсутствие полноценной золотой денежной единицы создавало ряд трудностей в торговле между различными европейскими странами.

## История

### Франкская и Священная Римская империи
Учитывая, что золотые монеты практически не использовали в денежном обращении средневековой Европы VIII — начала XIII столетий, небольшие тиражи пфеннигов из золота предназначались для подарков князьям и духовенству. Известны выпуски золотых пфеннигов времён правления императоров Карла Великого, Людовика Благочестивого, Генриха II (1,8 г) и Генриха V. Также золотые пфенниги в Священной Римской империи, в качестве донативной монеты, выпускали в архиепархии Утрехта при епископах Бернольде (1026/7—1054) и Конраде (1076—1099), архиепископе Трира Бруно (1102—1124) весом 0,78 г и архиепископе Кёльна Германе III (1055—1099) весом 1,6 г.
К поздним выпускам золотых пфеннигов относят брактеаты епископа Меца Якова (1239—1260) весом 0,75 г, епископа Оснабрюка Конрада II (1270—1297), епископа Мюнстера Людвига II (1316—1357), городов Франкфурта, Базеля, Берна, Ульма, Эрфурта и др.

### Англия
Монетная реформа Карла Великого оказала большое влияние на денежное обращение сопредельных государств. Денарий, который на территории Великобритании, получил название пенни стал основной денежной единицей. Первые золотые монеты, отчеканенные на территории Британии после окончания римского владычества, были подражаниями золотым арабским динарам и получили название манкусов. Последние золотые манкусы выпустили при правлении Эдуарда Исповедника (1042—1066).
Следующий выпуск золотых монет в Англии датирован 1257 годом. Английский король Генрих III, готовясь к крестовому походу и завоеванию Сицилии, аккумулировал в казне около 500 марок золота. Проблемы на родине не дали возможности осуществить задуманное. Для решения финансовых проблем было принято решение начать выпуск золотой монеты. Новые деньги весили около 3 г, состояли из чистого золота (золота максимальной степени очистки того времени). Вес новой денежной единицы был в два раза большим по сравнению с серебряным пенни. При соотношении стоимости золота к серебру на 1257 год как 1 к 10, стоимость «золотого пенни» была определена в 20 серебряных. Учитывая, что данная денежная единица по своей сути являлась производным средневекового денария, которые в германоязычных странах получили название «пфеннига», англоязычных — «пенни», нумизматическая литература рассматривает золотые пенни Генриха III, как одну из разновидностей золотых пфеннигов.
Выпуск оказался крайне неудачным. Попадание большого количества золота в виде монет на английский рынок привело к падению его стоимости. В результате новые пенни оказались переоценёнными, а необходимость принимать их по цене в 20 серебряных пенни вызвало недовольство населения. Король был вынужден разрешить свободный обмен золотых монет на серебряные, чем народ и воспользовался. Установленный курс в 19,5 серебряных пенни за один золотой показывает переоценённость последнего. В 1265—1270 годах курс золота к серебру вырос. Соответственно стало выгоднее переплавить монету и продать по цене металла, чем использовать в обороте, как аналог 20 пенни, или обменять в королевской казне за 19,5 пенни. В результате вышеописанных перипетий из данного выпуска на сегодняшний день уцелели считанные монеты. Одна из них была продана на аукционе в 1985 году за £65000.

## Дальнейшее развитие денежного обращения в средневековой Европе

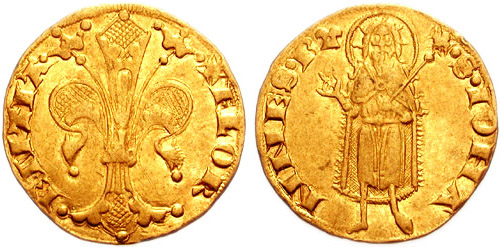
«Fiorino d’oro». На аверсе изображён цветок лилии — символ Флоренции и надпись FLOR-ENTIA. На реверсе — небесный покровитель города Иоанн Креститель

В европейские страны в XIII столетии стало поступать большое количество золота. Его источником стали как награбленные богатства покорённых вследствие крестовых походов народов, так и возобновление торговых отношений с Магрибом. В этом регионе располагался крупнейший центр по добыче золота средневековья Бамбук. Интенсификация международной торговли требовала наличия денежных знаков больших номиналов. Распространённые в описываемое время серебряные гроши и пфенниги не удовлетворяли потребностей купцов. Наиболее развитые торговые города-государства стали чеканить собственные золотые монеты. В 1252 году во Флоренции был выпущен «Fiorino d’oro» (от итальянского «fiore» — цветок), ставший родоначальником денежных единиц «флорин» и «гульден». Золотая монета ещё одного торгового государства Генуи дженовино не приобрела широкого распространения.
Процветающая Венецианская республика не осталась в стороне от общеевропейских тенденций и в 1284 году стала чеканить собственные золотые монеты, которые и стали первыми дукатами.
С появлением и распространением золотых флоринов, их подражаний гульденов, а также дукатов, дальнейшая чеканка золотых пфеннигов утратила какую либо целесообразность и была прекращена.